# Año de la Fe
Se denomina Año de la Fe a dos periodos convocados por dos papas: el primero, entre el 29 de junio de 1967 y el 30 de junio de 1968 con motivo del XIX centenario del martirio de los apóstoles san Pedro y san Pablo, durante el pontificado de Pablo VI; el segundo, entre 11 de octubre de 2012 y el 24 de noviembre de 2013, convocado por Benedicto XVI para conmemorar el 50 aniversario de la apertura del Concilio Vaticano II y el 20 aniversario de la publicación del Catecismo de la Iglesia católica.

## Año de la Fe (1967-1968)

El Papa Pablo VI convocó al primer año de la fe, con motivo del XIX centenario del martirio de los apóstoles San Pedro y San Pablo.

El papa Pablo VI convocó al año de la fe con motivo al 19 centenario del martirio de los apóstoles san Pedro y san Pablo, por medio de la exhortación apostólica Petrum et Paulum Apostolos, llamando a  «ofrecer a Dios, en presencia de los Apóstoles, una profesión de fe, individual y colectiva, libre y consiente, interior y exterior, humilde y franca», llamando a recitar de forma pública el credo.
Entre el 26 y 27 de julio de 1967, Pablo VI realizó un viaje pastoral a Turquía, donde se reunió con el Patriarca de Constantinopla Atenágoras I en Estambul, posteriormente viajó a las ciudades de Esmirna y Éfeso. Del 26 a 28 de octubre, el Patriarca Atenágoras se reunió nuevamente con el Papa Pablo VI en la Ciudad del Vaticano.
Tuvo además lugar la primera asamblea general ordinaria de Sínodo de los Obispos entre el 29 de septiembre y el 29 de octubre, sobre Preservación y fortalecimiento de la fe católica, su integridad, su fuerza, su desarrollo, su coherencia doctrinal e histórica. De este sínodo compuesto por 197 padres sinodales, propone entre otras cosas la creación de un grupo de teólogos que apoye a la Congregación para la Doctrina de la Fe (en 1969 Pablo VI crea la Comisión Teológica Internacional), se propone revisar el Código de Derecho Canónico de 1917 (Pablo VI inició un trabajo de revisión que finalizaría en 1983 Juan Pablo II), además de los matrimonios mixtos, la formación de los sacerdotes y del Nuevo Ordo de la Misa.
Al clausurar el año de la fe el 30 de junio de 1968, Pablo VI realiza la profesión de fe conocida como el "Credo del Pueblo de Dios". El "Credo del Pueblo de Dios" fue ideado y escrito en su esbozo por el filósofo francés Jacques Maritain y terminado por el propio Pablo VI, en él se comenta en extenso el credo niceno. Durante este año de la fe, el teólogo Joseph Ratzinger (conocido después como Benedicto XVI), producto de conferencias realizadas en la Universidad de Tubinga, escribe Introducción al Cristianismo, libro que explica la fe cristiana basando su estructura en el Credo de los Apóstoles.

## Año de la Fe (2012-2013)

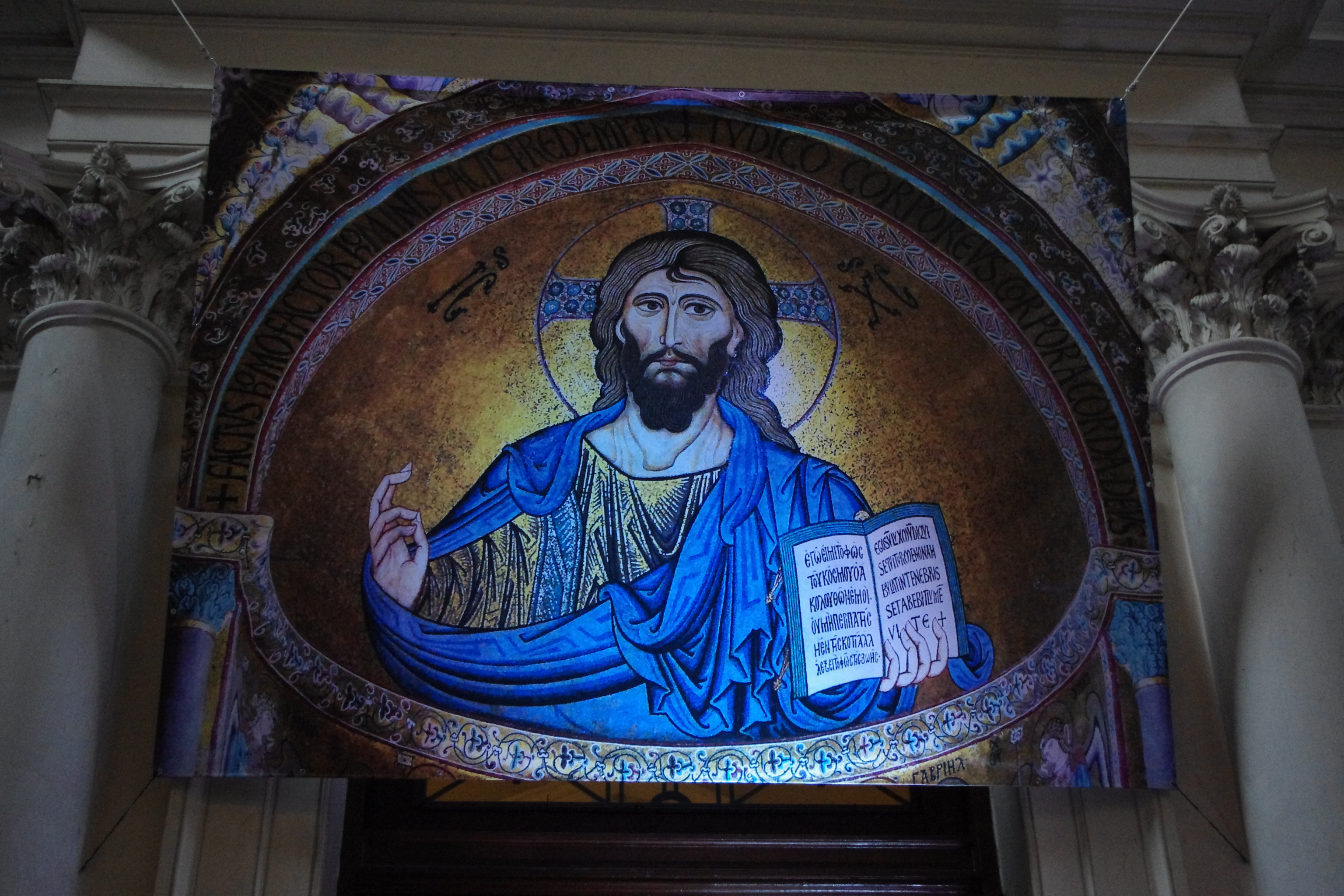
Ícono oficial del segundo año de la Fe, pertenece a la iglesia de Todos de los Santos de Varsovia.

El segundo Año de la Fe fue convocado por el papa Benedicto XVI por medio de la carta apostólica Porta Fidei, entre el 11 de octubre de 2012 y el 24 de noviembre de 2013, para conmemorar el 50 aniversario de la apertura Concilio Vaticano II y el 20 aniversario de la publicación del Catecismo de la Iglesia católica, además de recordar el año de la fe convocado por el Papa Pablo VI. Se estipuló que la oración cotidiana utilizada durante este periodo fuese el Credo Niceno, además de realizar la profesión de fe en cualquiera de sus forma de manera pública, además se otorgó indulgencia plenaria a quienes visitasen su lugar de bautismo, realizan cursos sobre el magisterio del Concilio Vaticano II y el Catecismo de la Iglesia católica, entre otros.
Antes de comenzar el año de la fe, el 4 de octubre de 2012, Benedicto XVI realiza una visita a Loreto recordando la visita que realizó Juan XXIII antes de comenzar el Concilio Vaticano II.
El Año de la Fe, comenzó mientras se desarrollaba la XIII Asamblea General Ordinaria del Sínodo de Obispos,  sobre la Nueva Evangelización.
En este año de la fe, se produce la renuncia del Papa Benedicto XVI, su sucesor el Papa Francisco publicó su primera encíclica Lumen fidei sobre la virtud teologal de la fe basado en su borrador dejado por su antecesor, publicada el 5 de julio de 2013 y con fecha del 29 de junio.
Durante el año de la fe, tanto el papa Benedicto XVI como el papa Francisco, realizaron sus catequesis de sus audiencias generales explicando el credo.
Dentro de las actividades del año de la fe se encuentra una adoración eucarística simultánea que se llevó a cabo el día 2 de junio durante la fiesta del Corpus Christi, que se realizó en diversas partes de mundo durante una hora (17:00 hora de Roma)
Después de la clausura del Año de la Fe, el papa Francisco publicó su primera exhortación post-sinodal Evangelii gaudium, basada en las propuestas del sínodo sobre la nueva evangelización.

### Año de la Fe (1967-1968)
- Exhortación apostólica Petrum et Paulum Apostolos de Papa Pablo VI (en italiano)
- Homilía de clausura de la Año de la Fe y profesión de fe del Papa Pablo VI

### Año de la Fe (2012-2013)
- Sitio sobre el Año de la Fe de Santa Sede
- Carta apóstolica Porta Fidei del Papa Benedicto XVI, sitio web de la Santa Sede.
- Enciclica Lumen Fidei del Papa Francisco, sitio web de la Santa Sede.
- Exhortación apostólica post-sinodal Evangelii gaudium del Papa Francisco, sitio web de la Santa Sede.

- Datos: Q1313702
- Multimedia: Year of Faith / Q1313702